# 苗海南
苗海南（1904年—1966年），又名苗世循，男，山东桓台人，中国民族工商业者、政治人物，曾任山东省人民政府副主席，山东省人民委员会副省长，山东省政协副主席，第二、三、四届全国政协委员。

## 家庭
女儿苗淑菊，曾任山东省政协副主席。
儿子苗海南，山东省政协常委、民进山东省委主任委员、山东省第六届政协副主席。
曾外孙李淼越，就职于字节跳动设计师